# Presión venosa
La presión venosa es la presión que ejerce la sangre contenida en los vasos venosos. En general, es más baja que la presión arterial, debido a que, aunque el volumen de sangre
es grande, la distensibilidad de los vasos también es grande, factor que influye directamente en la presión. Por otro lado, y al contrario de lo que sucede con la presión arterial, la presión venosa es mayor en la periferia y menor en los grandes vasos, cerca del corazón.

## Clasificación de la presión venosa
- Se denomina presión venosa central (PVC) a aquella que existe en el atrio derecho y en las grandes venas del tórax. Tiene un valor que oscila entre 0 y 5 mmHg, y depende del equilibrio entre el gasto cardíaco y el retorno venoso: si disminuye el primero, debe disminuir también el segundo, lo cual se consigue con el aumento de la PVC; de este modo la presión efectiva del sistema venoso no aumenta, por lo que la sangre avanza más lentamente; por otro lado, si aumenta el gasto cardíaco, debe aumentar el retorno venoso, y ello se consigue disminuyendo la PVC, incrementando así la presión efectiva en el sistema venoso y haciendo que la sangre avance más rápidamente.[1]

- Se conoce como presión venosa periférica (PVP) a la que existe en las venas extratorácicas (de fuera del tórax), la cual, como se ha dicho anteriormente, es en general mayor que la PVC. Varía en función de la vena que se mida y la postura del cuerpo. En las venas postcapilares, es decir, en las que son continuación directa de los capilares venosos, aún hay un remanente de la presión arterial, con un valor de unos 16 mmHg; en las venas de calibre mediano el valor se ve reducido hasta 10 mmHg, y en las grandes venas extratorácicas los valores oscilan entre 5 y 6 mmHg. La PVP depende de la posición de la vena respecto al corazón y de su distancia a este. Así, en las venas situadas por debajo del corazón, aumenta en función de la distancia a este en posición de bipedestación (de pie), de tal modo que en las venas de los pies la PVP puede llegar a aproximadamente 90 mmHg, mientras que en las situadas por encima del corazón la PVP puede ser negativa, lo que puede motivar el colapso de las venas por la presión de los tejidos circundantes.[1]

En las vénulas y venas pequeñas el flujo es continuo; en las venas de tamaño medio existen oscilaciones de presión debidas a la transmisión del pulso arterial en aquellos trayectos en los que arterias y venas discurren paralelas; y en las grandes venas el flujo es intermitente, y refleja las variaciones que se producen en el atrio derecho, las cuales, transmitidas retrógradamente por el árbol venoso, constituyen oscilaciones de presión que se traducen en el denominado pulso venoso.